# Polom (district de Rychnov nad Kněžnou)
Pour les articles homonymes, voir Polom.
Polom (en allemand : Pohl) est une commune du district de Rychnov nad Kněžnou, dans la région de Hradec Králové, en République tchèque. Sa population s'élevait à 143 habitants en 2023.

## Géographie
Polom se trouve à 7 km au sud-sud-est de Vamberk, à 13 km au sud de Rychnov nad Kněžnou, à 39 km à l'est-sud-est de Hradec Králové et à 134 km à l'est de Prague.
La commune est limitée par Proruby et Potštejn au nord, par Sopotnice à l'est, par Velká Skrovnice et Sudslava au sud, et par Lhoty u Potštejna à l'ouest.

## Histoire
La première mention écrite de la localité date de 1495.

## Transports
Par la route, Podbřezí se trouve à 15 km de Nové Město nad Metují, à 30 km de Rychnov nad Kněžnou, à 47 km de Hradec Králové et à 165 km de Prague.